# Heterocentron laxiflorum
Heterocentron laxiflorum är en tvåhjärtbladig växtart som beskrevs av Paul Carpenter Standley. Heterocentron laxiflorum ingår i släktet Heterocentron och familjen Melastomataceae. Inga underarter finns listade i Catalogue of Life.